# Allhaming
Allhaming ist eine Gemeinde mit 1259 Einwohnern (Stand 1. Jänner 2024) in Oberösterreich im Bezirk Linz-Land.

## Geografie
Allhaming liegt auf 341 m Höhe im Oberösterreichischen Zentralraum. Die Ausdehnung beträgt von Nord nach Süd 5 km, von West nach Ost 5,5 km. Die Gemeindefläche umfasst 14,1 km². 19,9 % der Fläche sind bewaldet, 69,5 % der Fläche sind landwirtschaftlich genutzt. Die Gemeinde setzt sich aus den Katastralgemeinden Laimgräben im Nordosten und Allhaming im Südwesten zusammen. Allhaming umfasst 731,10 Hektar, Laimgräben 693,23 Hektar. Die Katastralgemeinde Allhaming beherbergt im Westen den Hauptort der Gemeinde, das Dorf Allhaming (341 m ü. A.). Der Ortsteil umfasste 2001 168 Gebäude und 521 Einwohner, wobei zu Allhaming auch die südlich gelegenen Einzelhöfe Eder und Steinmaier gerechnet wurden. Östlich an Allhaming schließt sich die Streusiedlung Sipbach (340 m ü. A.) an, zu der die Rotte Dehendorf, die Einzelhöfe Brandhub, Katzmair und Sichelradner sowie die Kasberger Kapelle gehören. Sipbach wies 2001 42 Gebäude und 112 Einwohner auf.
Nördlich von Allhaming, bereits in der Katastralgemeinde Laimgräben gelegen, befindet sich die gleichnamige Streusiedlung Laimgräben (340 m ü. A.), die 2001 eine Bevölkerung von 254 Einwohnern aufwies. Zu ihr gehören auch die Rotte Langacker, die Rotte Oberhof und die Einzelhöfe Dietlhub, Forstner und Sirnsdorf. Der Osten der Katastralgemeinde wird vom Ortsteil Lindach eingenommen, eine Streusiedlung, die 2001 37 Gebäude und 133 Einwohner umfasste. Zu Lindach gehören auch die Einzelhöfe Dörfl, Gassner, Neubauer, Rathmayer, Stangl, Wagner, Weingartner und Zawisch sowie die Falzmühle. Geringe Anteile hat Allhaming auch an zwei Ortsteilen der Nachbargemeinden. So liegt ein Gebäude, das 2001 von zwei Einwohnern bewohnt wurde, in der Gemeinde im Ortsteil Zeitlham, der jedoch zu großen Teilen zur Nachbargemeinde Pucking gehört. Im äußersten Südosten liegt zudem ein Gebäude des Ortsteils Kroisbach, das 2001 von fünf Personen bewohnt wurde. Kroisbach gehört wiederum überwiegend zur Gemeinde Eggendorf im Traunkreis.

### Gemeindegliederung
Das Gemeindegebiet umfasst folgende Ortschaften (in Klammern Einwohnerzahl Stand 1. Jänner 2024):
- Allhaming (777)
- Kroisbach (4)
- Laimgräben (240)
- Lindach (132)
- Sipbach (106)

Die Gemeinde gehört zum Gerichtsbezirk Traun.

### Nachbargemeinden
|                               | Pucking                                     |                       |
| Weißkirchen an der Traun (WL) | Kompassrose, die auf Nachbargemeinden zeigt | Neuhofen an der Krems |
| Eggendorf im Traunkreis       | Kematen an der Krems                        |                       |

## Geschichte
Im späten 7. Jahrhundert wurde der bajuwarische Herrenhof des Adalham gegründet („Obermayer“), der lange als ein „Vorposten“  der Baiern gegen die Awaren galt. Im 11. Jahrhundert war dieser Hof in der Hand von Hochadeligen (Ekkehardiner). 1061/62 übertrug diesen Besitz Bischof Gunther von Bamberg an sein Bistum, was ein Graf Friedrich beurkundete. Wenig später wurde dieser Hof geteilt; durch weitere Abspaltungen im Hochmittelalter entwickelten sich daraus Pfarrdorf und Oberdorf Allhaming. Im Hofbereich dürfte Bischof Otto I. von Bamberg bald nach 1100 eine Eigenkirche (St. Georg) errichtet haben, die später Pfarrkirche wurde. In Folge spielte regionaler Adel eine wichtige Rolle, wobei im Spätmittelalter bereits 15 Bauerngüter bestanden. Die erste schriftliche Erwähnung des Ortsnamens erfolgte 1277 in einer Urkunde des Stifts Kremsmünster durch die Zeugenschaft des „Chunradus de Alhalming“. 1398 verkaufte Bamberg das Dorf an Reinprecht II. von Walsee. Von den Herren von Walsee gelangte der Hauptbesitz an die Herren von Polheim und nach 1600 an die Herren von Losenstein (Herrschaft Gschwendt). Im frühneuzeitlichen Dorf entstanden mehrere Gewerbehäuser.
Während der Napoleonischen Kriege war der Ort mehrfach besetzt.
Seit 1918 gehört der Ort zum Bundesland Oberösterreich. Nach dem Anschluss Österreichs an das Deutsche Reich am 13. März 1938 gehörte der Ort zum Gau Oberdonau. Nach 1945 erfolgte die Wiederherstellung Oberösterreichs.

### Bevölkerungsentwicklung
Zwischen 2001 und 2011 konnte insbesondere die Ortschaft Allhaming ihre Einwohnerzahl steigern. Die übrigen Ortsteile wiesen geringe Steigerungen oder sogar leichte Verluste auf. Allhaming kam 2011 auf 595 Einwohner, Laimgräben hatte 231, Lindach 117, Sipbach 108, Kroisbach 7 und Zeitlham 2 Einwohner.
2013 lebten in der Gemeinde Allhaming 1090 Menschen, womit Allhaming die zweitkleinste Gemeinde der 22 Gemeinden des Bezirks war. Ende 2001 waren 94,2 Prozent der Bevölkerung österreichische Staatsbürger (Oberösterreich 92,8 Prozent, Bezirk Linz-Land 91,4 Prozent), bis zum Jahresbeginn 2013 stieg der Wert leicht auf 96,9 Prozent (Oberösterreich 91,1 Prozent, Bezirk Linz-Land 89,0 Prozent). Insgesamt wurden 2013 in der Gemeinde 34 Ausländer gezählt, die zu 91 Prozent aus Europa stammten. Das größte Kontingent stellten Menschen mit einer Staatsbürgerschaft der Türkei (25 Prozent) vor Menschen aus dem ehemaligen Jugoslawien (ohne Slowenien) mit 16 Prozent. Zur römisch-katholischen Kirche bekannten sich 2001 79,8 Prozent der Einwohner (Oberösterreich: 79,4 Prozent), 6,2 Prozent waren evangelisch, 8,8 Prozent ohne Bekenntnis und 3,3 Prozent islamischen Glaubens.
Der Altersdurchschnitt der Gemeindebevölkerung lag 2001 unter dem Landesdurchschnitt. 21,2 Prozent der Einwohner von Allhaming waren jünger als 15 Jahre (Oberösterreich: 18,8 Prozent), 63,8 Prozent zwischen 15 und 59 Jahre alt (Oberösterreich: 61,6 Prozent). Der Anteil der Einwohner über 59 Jahre lag mit 15,0 Prozent unter dem Landesdurchschnitt von 20,2 Prozent. Der Altersdurchschnitt der Bevölkerung von Allhaming veränderte sich in der Folge in allen Segmenten. Der Anteil der unter 15-jährigen sank per 1. Jänner 2013 massiv auf 13,8 Prozent, während sich der Anteil der Menschen zwischen 15 und 59 Jahren auf 70,8 Prozent deutlich erhöhte. Der Anteil der über 59-jährigen sank hingegen auf 15,4 Prozent. Nach dem Familienstand waren 2001 43,9 Prozent der Einwohner von Allhaming ledig, 48,6 Prozent verheiratet, 4,0 Prozent verwitwet und 3,5 Prozent geschieden.
Die Gemeinde Allhaming verzeichnete zwischen dem späten 19. Jahrhundert und dem Jahr 1939 kaum eine Bevölkerungsbewegung. Nachdem die Einwohnerzahl nach 1869 von 761 bis zum Jahr 1900 auf 690 zurückgegangen war, stieg sie in der Folge bis 1934 wieder auf 750 an. Erst danach stieg die Einwohnerzahl bis 1939 über den Ursprungswert von 1869 hinaus, um danach jedoch wieder stark zu fallen. Die niedrigste Einwohnerzahl wurde 1971 mit nur noch 629 Einwohnern gemessen. Gemessen am Bezirksdurchschnitt aber auch am Landesdurchschnitt war die Bevölkerungsentwicklung stark negativ. Erst ab den 1980er Jahren begann ein bis heute ungebrochenes Bevölkerungswachstum, währenddessen sich die Bevölkerungszahl bis 2013 um rund 70 Prozent erhöhte. Das Bevölkerungswachstum ist dabei auf eine starke Zuwanderung und der damit verbundenen steigenden Geburtenbilanz zurückzuführen. Wies die Gemeinde in den 1970er Jahren noch eine leicht negative Wanderungsbilanz und eine nur leicht positive Geburtenbilanz auf, so herrschte in den 1980er und 1990er Jahren eine starke Zuwanderung und eine steigende Geburtenbilanz. Seit der Jahrtausendwende weist die Gemeinde noch immer eine positive Geburtenbilanz auf, die sich jedoch gegenüber der 1990er Jahre halbiert hat. Nachdem es zwischen 2002 und 2008 zu einer vermehrten Abwanderung gekommen war, konnte diese seitdem wieder durch Zuwanderung ausgeglichen werden.

## Kultur und Sehenswürdigkeiten

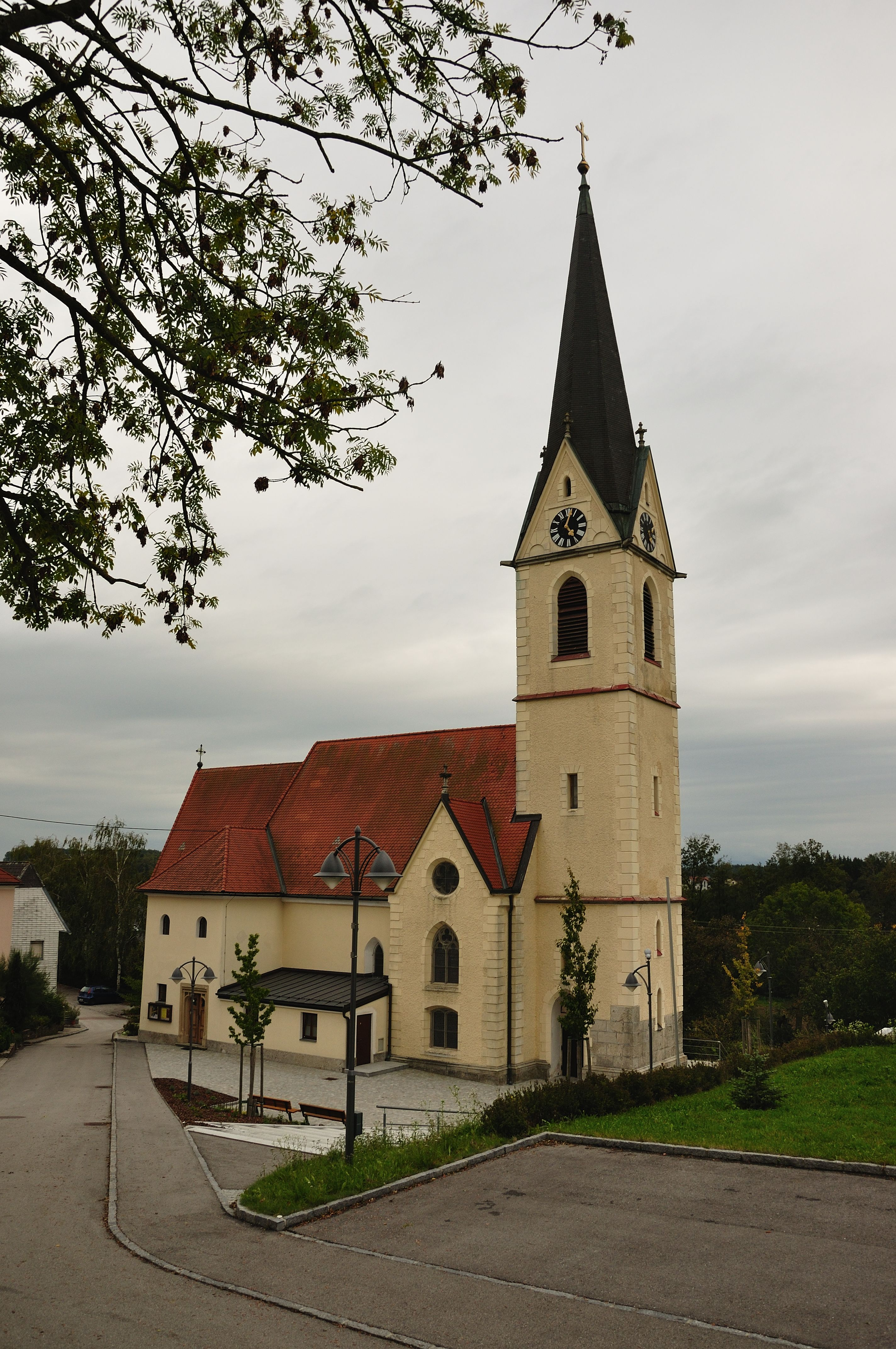
Pfarrkirche Allhaming

- Katholische Pfarrkirche Allhaming hl. Georg
- Höchster Schokoladenbrunnen der Welt in der „Pralinenwelt“ der Confiserie Wenschitz

## Wirtschaft und Infrastruktur

### Arbeitsstätten und Beschäftigte

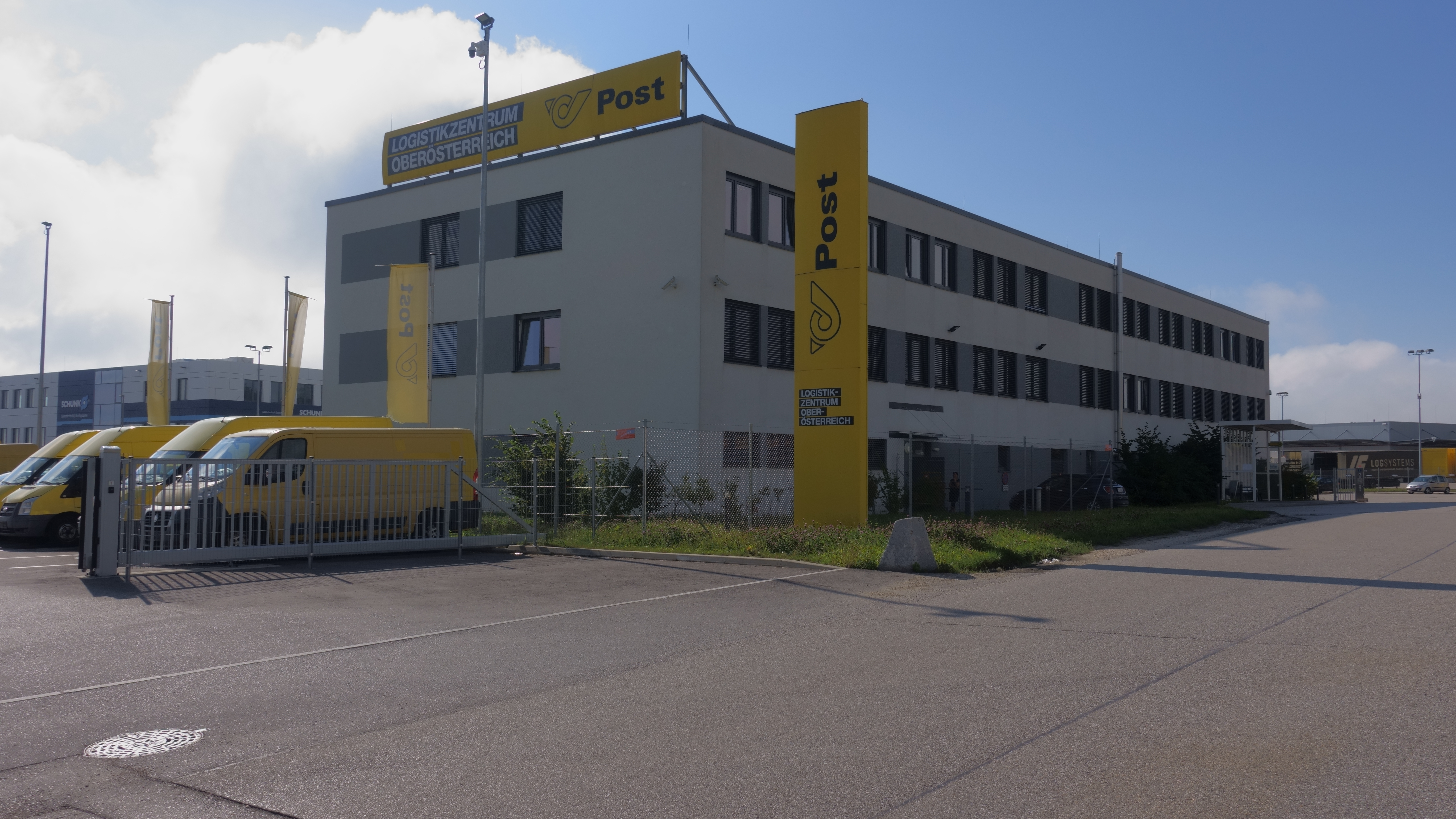
Die Österreichische Post ist der größte Arbeitgeber in Allhaming

Allhaming beherbergte 2001 drei Arbeitsstätten mit 20 oder mehr Beschäftigten. Die im Rahmen der Volkszählung durchgeführte Arbeitsstättenzählung ergab 2001 in Allhaming 38 Arbeitsstätten mit 241 Beschäftigten (ohne Landwirtschaft), wobei 84 Prozent unselbständig Beschäftigte waren. Die Anzahl der Arbeitsstätten war dabei gegenüber dem Jahr 1991 um 11 (plus 41 Prozent) gestiegen, die Anzahl der Beschäftigten um 88 Personen (plus 58 Prozent). Wichtigster Wirtschaftszweig war 2001 die Sachgütererzeugung mit neun Arbeitsstätten und 130 Beschäftigten (54 Prozent der Beschäftigten in Piberbach). Dahinter folgte der Handel mit neun Arbeitsstätten und 44 Beschäftigten sowie das Realitätenwesen bzw. Unternehmensdienstleistungen mit drei Arbeitsstätten und 19 Beschäftigten. 36 Prozent der in Allhaming Beschäftigten waren Angestellte oder Beamte, 44 Prozent Arbeiter und 14 Prozent Betriebsinhaber.
Von den in Allhaming 2010 lebenden 578 Erwerbspersonen waren nur 1,7 % arbeitslos. Von den 568 Erwerbstätigen waren 137 in der Sachgütererzeugung (24 Prozent), 97 im Handel (17 Prozent) und 54 in der Land- und Forstwirtschaft (10 Prozent) beschäftigt. Eine weitere wichtige Branchen waren Freiberufliche und technische Dienstleistungen mit 47 Beschäftigten. Von den 555 Erwerbstätigen aus Allhaming (ohne temporär von der Arbeit abwesende Personen erwerbstätigen Einwohnern) gingen 2010 nur 143 Personen in Allhaming ihrer Beschäftigung nach. 412 bzw. 74 Prozent mussten zur Arbeit auspendeln. Von den Auspendlern hatten je 31 Prozent ihre Arbeitsstätte im Bezirk Linz-Land bzw. in der Stadt Linz. Wichtigste Auspendelgemeinde nach der Stadt Linz waren vor allem Ansfelden und Traun.
Im Oktober 2014 wurde das Logistikzentrum Oberösterreich der Österreichischen Post in Betrieb genommen. Grund für den 50 Millionen Euro teuren Neubau war das zu klein gewordene Brief- und Paketzentrum in Linz. Im 23.000 m² großen Logistikzentrum können pro Tag maximal 1,6 Millionen Briefe und 104.000 Pakete bearbeitet werden. Mit Stand 2014 beschäftigte die Österreichische Post in Allhaming etwa 650 Mitarbeiter. Das Liefergebiet umfasst Oberösterreich sowie Teile von Niederösterreich.

### Land- und Forstwirtschaft
Die Statistik wies für die Gemeinde Allhaming 2010 41 land- und forstwirtschaftliche Betriebe aus. Darunter befanden sich 16 Haupterwerbsbetriebe und 25 Nebenerwerbsbetriebe. Die Gesamtbetriebszahl war gegenüber 1999 um 13 Betriebe bzw. 24 Prozent gesunken, wobei ausschließlich die Anzahl der Vollerwerbsbetriebe stark rückläufig war. Gemeinsam bewirtschafteten die Betriebe 2010 insgesamt 1060 Hektar Fläche, wobei 49 Prozent der Fläche von Vollerwerbsbauern und 51 Prozent von Nebenerwerbslandwirten bewirtschaftet wurden. Die Durchschnittsfläche der Vollerwerbsbauern lag dabei mit 32,6 Hektar im oberösterreichischen Durchschnitt.

### Verkehr und Infrastruktur
Allhaming wird verkehrstechnisch von der Marchtrenker Landesstraße (L534) erschlossen, die von Marchtrenk über Weißkirchen an der Traun über Allhaming bis Neuhofen an der Krems führt. Allhaming verfügt dabei an der Marchtrenker Landesstraße auch über einen Autobahnanschluss der Westautobahn (A1). Zudem nimmt die Eggendorfer Straße (L1240) in Allhaming ihren Ausgang und verbindet Allhaming über Eggendorf im Traunkreis mit Sipbachzell. An das öffentliche Verkehrsnetz ist die Gemeinde durch die Buslinie 487 angeschlossen, die von Neuhofen an der Krems über Allhaming und Weißkirchen an der Traun nach Thalheim bei Wels und Wels geführt wird. In Neuhofen an der Krems liegt auch der nächste Bahnhof und somit eine Umsteigemöglichkeit zur Pyhrnbahn in Richtung Linz oder Kirchdorf an der Krems.
Die Gemeinde Allhaming hat seit den 1980er Jahren ihr Kanalnetz Schritt für Schritt ausgebaut und verfügt nun über ein 11,3 km langes Ortskanalnetz, das großteils als Mischsystem geführt wird. Seit der Mitte der 1990er Jahre besteht zudem eine zentrale Kläranlage neben dem Sipbach, die für einen Einwohnerwert von 1200 EW ausgelegt wurde.

### Bildung
In der Gemeinde besteht eine zweiklassige Volksschule, wobei im Schulgebäude auch die Krabbelstube und der Kindergarten untergebracht sind. Der Gemeindekindergarten Allhaming wird vormittags zweigruppig und am Nachmittag eingruppig als alterserweiterte Gruppe mit Schulkindern geführt, die Krabbelstube hat bis zum frühen Nachmittag geöffnet.

## Politik
Der Gemeinderat hat 13 Mitglieder.

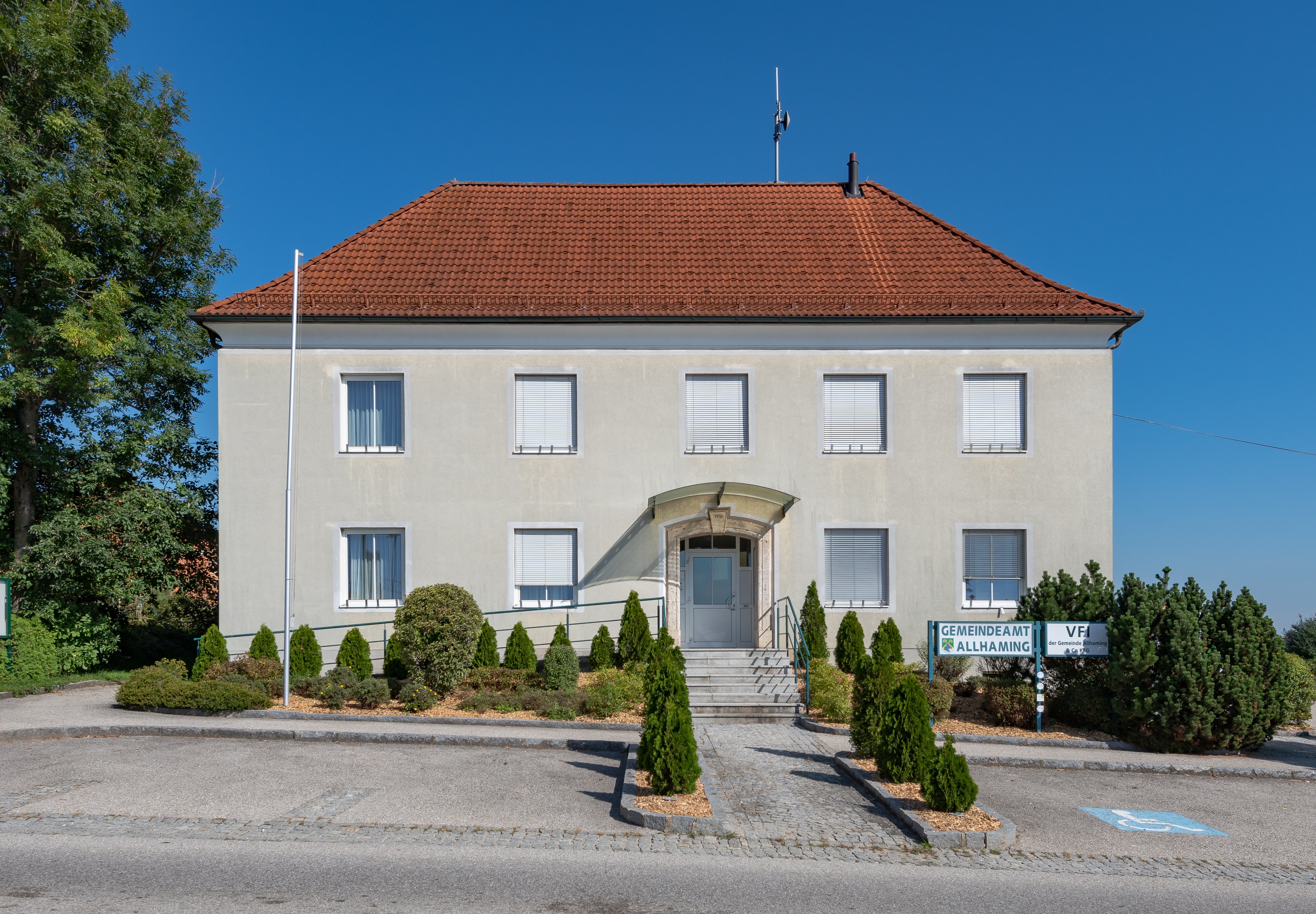
Gemeindeamt Allhaming

- Mit den Gemeinderats- und Bürgermeisterwahlen in Oberösterreich 2003 hatte der Gemeinderat folgende Verteilung: 8 ÖVP und 5 SPÖ.
- Mit den Gemeinderats- und Bürgermeisterwahlen in Oberösterreich 2009 hatte der Gemeinderat folgende Verteilung: 9 ÖVP und 4 SPÖ.
- Mit den Gemeinderats- und Bürgermeisterwahlen in Oberösterreich 2015 hatte der Gemeinderat folgende Verteilung: 9 ÖVP, 2 SPÖ und 2 FPÖ.
- Mit den Gemeinderats- und Bürgermeisterwahlen in Oberösterreich 2021 hat der Gemeinderat folgende Verteilung: 9 ÖVP, 2 SPÖ und 2 FPÖ.[11][12]

### Bürgermeister
- 2003–2019 Joachim Kreuzinger (ÖVP)[13]
- 2019–2023 Jutta Enzinger (ÖVP)[14][15]
- seit 2023 Karl Kastner (ÖVP)[16]

### Wappen
Offizielle Beschreibung des 1991 verliehenen Gemeindewappens: Über einer goldenen, verkürzten Spitze, darin ein blauer Sturmhelm mit rotem Federbusch, in Grün zwei goldene Lindenblätter. Die Gemeindefarben sind Grün-Gelb-Grün.
Die mit rotem Federschmuck gezierte „Schaller“ verweist auf den heiligen Georg, Patron der seit 1892 bestehenden Pfarre. Die beiden Lindenblätter deuten einerseits auf den Namen der Ortschaft Lindach, andererseits auf den ländlichen Charakter der Gemeinde. Die heraldische Spitze erinnert in vereinfachter Form an den Initialbuchstaben A des Gemeindenamens, soll aber auch als symbolisches Dach Allhaming als (Pendler-)Wohngemeinde im industrialisierten Linzer Zentralraum kennzeichnen.

## Persönlichkeiten

### Personen mit Bezug zur Gemeinde
- Florian Födermayr (1877–1960), ehemaliger Gemeinderat und Vizebürgermeister der Gemeinde